# Benjaminia kasparyani
Benjaminia kasparyani là một loài tò vò trong họ Ichneumonidae.